# Grand Bahama
 (juin 2023).
Si vous disposez d'ouvrages ou d'articles de référence ou si vous connaissez des sites web de qualité traitant du thème abordé ici, merci de compléter l'article en donnant les références utiles à sa vérifiabilité et en les liant à la section « Notes et références ».
Grand Bahama est l'une des îles les plus au nord des Bahamas à 88 km de la côte de Floride.
Grand Bahama est la quatrième île des Bahamas par sa taille. L'île mesure 154 km de long pour une largeur maximale de 27 km. Elle se situe à 88 km à l'est de la Floride.

## Histoire

### Époque pré-colombienne
Les premiers habitants prouvés de l'île étaient les indiens Ciboneys à l'âge de la pierre, dont il reste peu de traces à l'exception de quelques artefacts comme des coquillages taillés ou des bijoux. Ce peuple primitif a sans doute disparu, remplacé par les indiens Taïnos-Arawaks qui colonisèrent les Antilles depuis l'Amérique du Sud avec leurs pirogues.
On pense que les communautés Arawaks de Grand Bahama, qui se nommaient Lucayens, avaient développé un système social et politique bien organisé. Ils furent rapidement décimés par les Espagnols après leur arrivée dans les Caraïbes.
Lors de l'arrivée des premiers Espagnols en 1492, le nombre d'habitants de Grand bahama est estimé à environ 4000 individus. Cette arrivée et l'annexion de l'île par les Espagnols peu après ont sans doute provoqué la disparition des Lucayas de Grand Bahama, conséquence des maladies, des combats ou de la déportation comme esclaves (ceux-ci étaient envoyés dans les mines d'or de Cuba et d'Hispaniola, ou employés dans la perliculture à Trinité). Cette disparition rapide explique pourquoi l'on a si peu de connaissances à leur sujet. Cependant, dans certains sites, comme le Lucayan National Park and Dead Man's Reef, on a découvert de nombreux objets manufacturés, comme des os d'animaux taillés, des poteries, des coquillages sculptés et des preuves de rites funéraires élaborés.

### Époque coloniale
Les Espagnols appelèrent l'île Gran Bajamar (grande mer peu profonde) et c'est sans doute de cette appellation que les îles Bahamas tiennent leur nom.
Le devenir de Grand Bahama pendant presque deux siècles a été en grande partie influencé par cette mer peu profonde qui rendait les récifs de corail entourant l'île dangereux pour la navigation, et repoussèrent les Espagnols (qui laissèrent l'île à l'écart des itinéraires de ravitaillement de leurs bateaux) tout en attirant les pirates, qui leurraient les bateaux pour les échouer sur les récifs coralliens, puis les piller.
Les Espagnols délaissèrent donc l'île après l'asservissement des indiens Lucayas, et l'île fut annexée par la Grande-Bretagne en 1670. La piraterie continua de sévir durant le demi-siècle qui suivit puis les Britanniques en vinrent à bout. Grand Bahama devait rester relativement tranquille jusqu’au milieu du XIXe siècle, avec seulement de 200 à 400 habitants permanents dans la ville de West End.
En 1834, les villes de Pinder's Point, Russell Town et Williams Town furent fondées par d'anciens esclaves des Bahamas à la suite de l'abolition de l'esclavage dans l'empire britannique. L'île ne connut un essor économique qu'au moment de la guerre de Sécession grâce à la contrebande avec les États confédérés d'Amérique (surtout les armes, le sucre et le coton). Un deuxième essor aura lieu avec la contrebande, pendant la prohibition aux États-Unis.

### Époque contemporaine
Vers le milieu du XXe siècle, la population de Grand Bahama est d'environ 500 personnes et l'île reste l'une des moins développées de l'archipel des Bahamas.
Toutefois l'île gagna finalement une source de revenu stable quand, en 1955, un homme d'affaires américain du nom de Wallace Groves conclut un accord avec le gouvernement bahaméen pour construire la ville de Freeport aux termes du Hawksbill Creek Agreement et en gérer le port avec la Grand Bahama Port Authority.
Peu après, Edouard Saint George et Jack Hayward développèrent le tourisme à Freeport, ce qui accéléra le développement de la ville. Ils équipèrent la ville d'un aéroport puis bâtirent le complexe touristique de Lucaya en 1962.

## Villes
Les principales agglomérations de l'île sont Freeport, High Rock, Eight Mile Rock, Hawksbill Creek, Pinder’s Point, Lewis Yard, Hunter’s, Pelican Point, McClean Town et Sweetings Cay.

De création récente, les villes de Freeport et de Lucaya furent fondées au milieu du XXe siècle pour le tourisme et le commerce.

## District
L'île de Grand Bahama est divisée en 3 districts :
- East Grand Bahama
- West Grand Bahama
- City of Freeport

## Sources et références
1. ↑  (en) « 2010 Census of Population and Housing » [PDF], sur Département des statistiques du gouvernement des Bahamas, 22 septembre 2017 (consulté le 1er septembre 2019), p. 2.